# Мельфі
Мельфі (італ. Melfi) — муніципалітет в Італії, у регіоні Базиліката,  провінція Потенца.
Мельфі розташоване на відстані близько 290 км на схід від Рима, 45 км на північ від Потенци.
Населення — 17 718 осіб (2014).

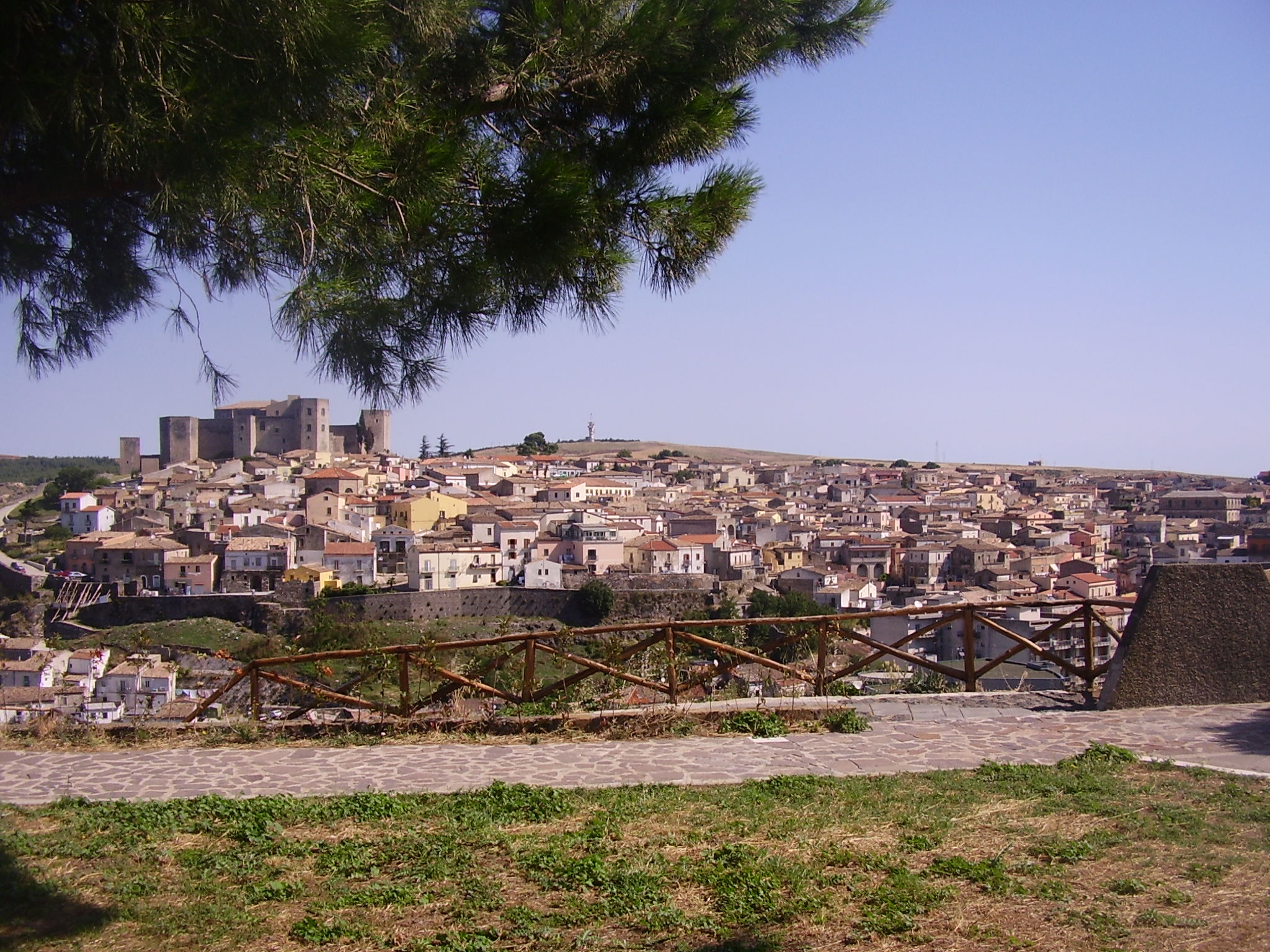

Щорічний фестиваль відбувається 9 лютого. Покровитель — святий Алессандро.

## Демографія
Населення за роками:

Станом на 1 січня 2023 року в муніципалітеті офіційно проживало 755 іноземців з 50 країн, серед них 238 громадян країн Євросоюзу та 107 громадян України.

## Клімат
| MELFI            | Місяці | Місяці | Місяці | Місяці | Місяці | Місяці | Місяці | Місяці | Місяці | Місяці | Місяці | Місяці | Пора | Пора | Пора | Пора | Рік  |
| MELFI            | Січ    | Лют    | Бер    | Кві    | Тра    | Чер    | Лип    | Сер    | Вер    | Жов    | Лис    | Гру    | Зим  | Вес  | Літ  | Осі  | Рік  |
| ---------------- | ------ | ------ | ------ | ------ | ------ | ------ | ------ | ------ | ------ | ------ | ------ | ------ | ---- | ---- | ---- | ---- | ---- |
| Темп. макс. (°C) | 8.8    | 9.9    | 12.5   | 16.4   | 20.9   | 26.2   | 29.5   | 30.0   | 25.4   | 19.2   | 14.6   | 11.1   | 9.9  | 16.6 | 28.6 | 19.7 | 18.7 |
| Темп. мін. (°C)  | 2.4    | 2.7    | 4.4    | 7.2    | 10.6   | 14.5   | 16.9   | 17.2   | 14.5   | 10.5   | 7.0    | 4.7    | 3.3  | 7.4  | 16.2 | 10.7 | 9.4  |

## Сусідні муніципалітети
- Акуїлонія
- Асколі-Сатріано
- Кандела
- Лачедонія
- Лавелло
- Монтеверде
- Раполла
- Ріонеро-ін-Вультуре
- Роккетта-Сант'Антоніо